# Turm der Herren von Hospental
Der Turm der Herren von Hospental (auch Langobardenturm) steht in der Gemeinde Hospental im Schweizer Kanton Uri.

## Lage
Der Turm steht auf einem exponierten Felsplateau auf einer Höhe von 1509 m ü. M. im Urserental. Nördlich von ihm fliesst in 150 m Entfernung die Furkareuss. 150 m östlich verläuft die Gotthardreuss, die der Furkareuss von rechts zufliesst. Südlich steigt die Hauptstrasse 2 in Richtung Gotthardpass an. Westlich öffnet sich das Furkatal nach Realp hin und führt weiter hinauf zum Furkapass.

## Geschichte
Bereits in der Steinzeit führte ein Handelsweg, vom Vorderrhein her kommend, in Ost-West-Richtung über Oberalp- und Furkapass hin ins Walliser Rhonetal. Von Hospental aus konnte der Weg in den Süden über den Gotthardpass genommen werden. Für eine dauerhafte Besiedelung war die Gegend wegen der langen Winter zunächst unattraktiv. Frühe Siedlungsspuren, wohl von Viehhirten, setzen erst zu keltischer Zeit ein; die Pässe wurden spätestens zur frühen römischen Kaiserzeit begangen.
Im 11. und 12. Jahrhundert wurden die ersten dauerhaften Siedlungen gegründet, die, wie alte Urkunden belegen, den Äbten von Disentis zugeordnet werden können.
Der aus unbehauenen Steinen errichtete Turm wurde im 13. Jahrhundert gebaut und ist ein Kulturgut von nationaler Bedeutung. Der Turm diente wohl nicht als Zollstelle oder der Kontrolle des Passzuganges, sondern möglicherweise als Gefängnis. Seit dem 15. Jahrhundert war er nicht mehr bewohnt und verfiel allmählich. 1898 wurde er umfassend renoviert.

## Beschreibung
Das Bauwerk war mit einem Hocheingang im ersten Stock ausgestattet. Noch heute gut erkenntlich sind ein sogenannter Aborterker, die Lage der Feuerstellen sowie ein künstlich angelegter Graben, der vor feindlichen Annäherungen zusätzlich schützte. Das Regenwasser des ursprünglich über dem zinnenbewehrten dritten Stock vorhandenen Daches wurde in einer Zisterne gesammelt.

## Aussichtsturm
80 Treppenstufen führen zur ganzjährig offenen Aussichtsplattform in 17 Meter Höhe. Von dieser hat man einen Ausblick auf das Urserental, die Ortschaften Andermatt, Hospental und Realp. Weiter kann man die Strassenverläufe der drei Alpenpässe Furka, Gotthard und Oberalp erkennen.  

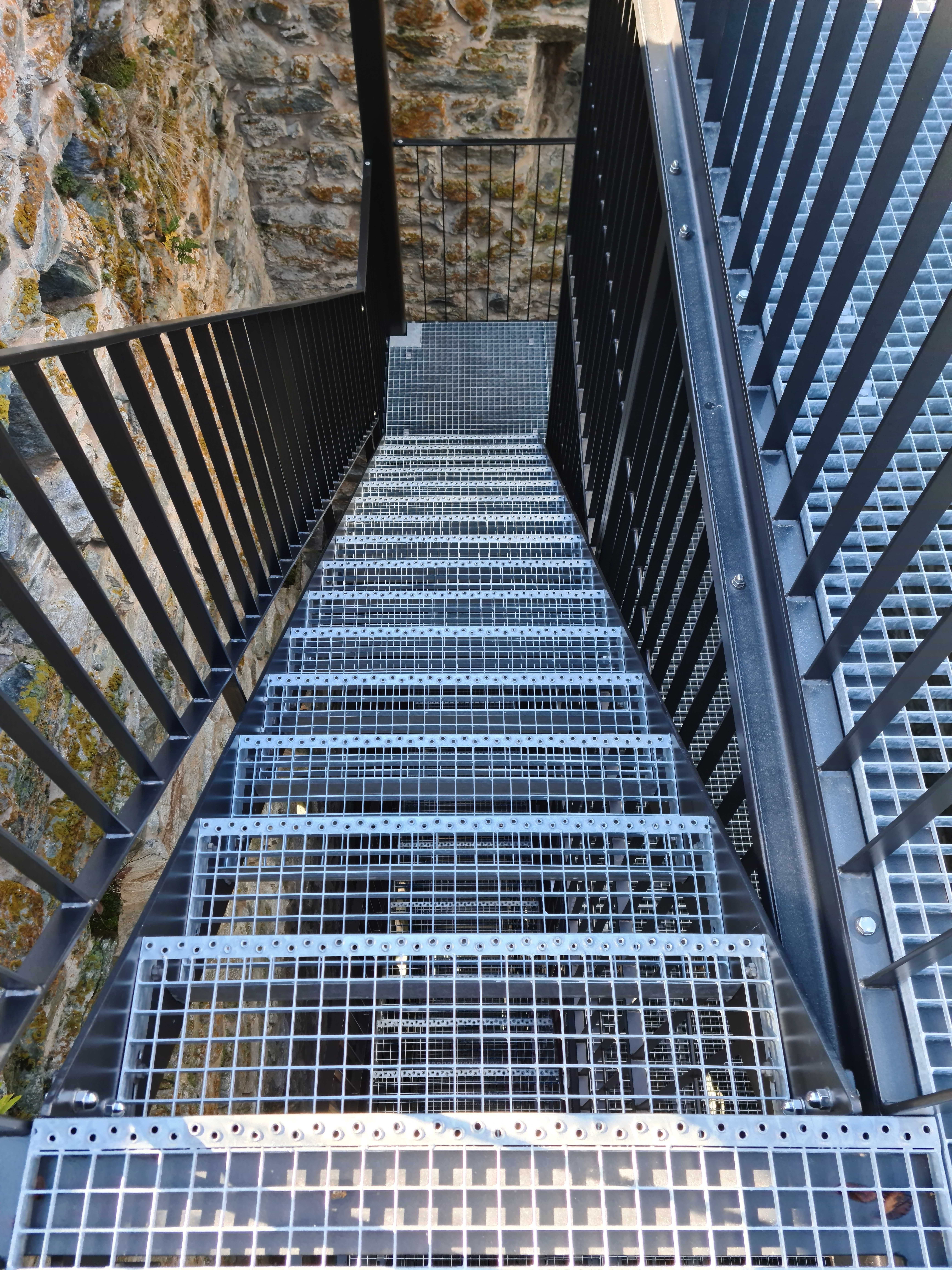
Treppe
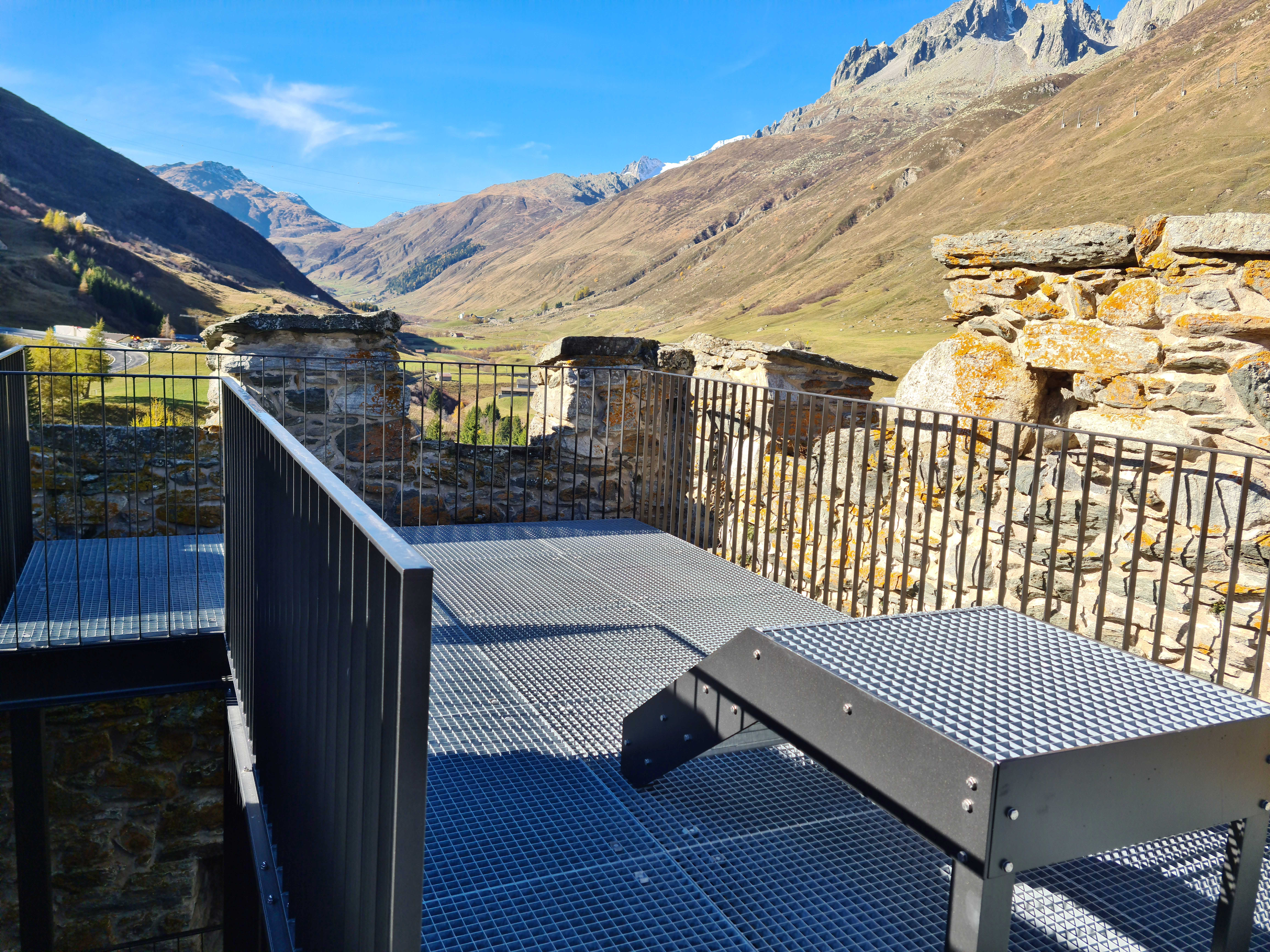
Aussichtsplattform